# Museu Bob Marley
El Museu Bob Marley (anglès: Bob Marley Museum) és un museu a Kingston, la capital de Jamaica, dedicat al músic de reggae Bob Marley. El museu està ubicat al carrer 56 Hope Road, a la ciutat de Kingston 6. Hi va residir de 1975 a 1981. Va ser també la llar del segell discogràfic Tuff Gong fundat per The Wailers el 1970. El 1976, va ser el lloc d'un fallit intent d'assassinat de Bob Marley.
La banda de Chicago anomenada «56 Hope Road» porta el seu nom en homenatge a l'adreça d'aquesta casa.